# 熊谷駿 (サックス奏者)

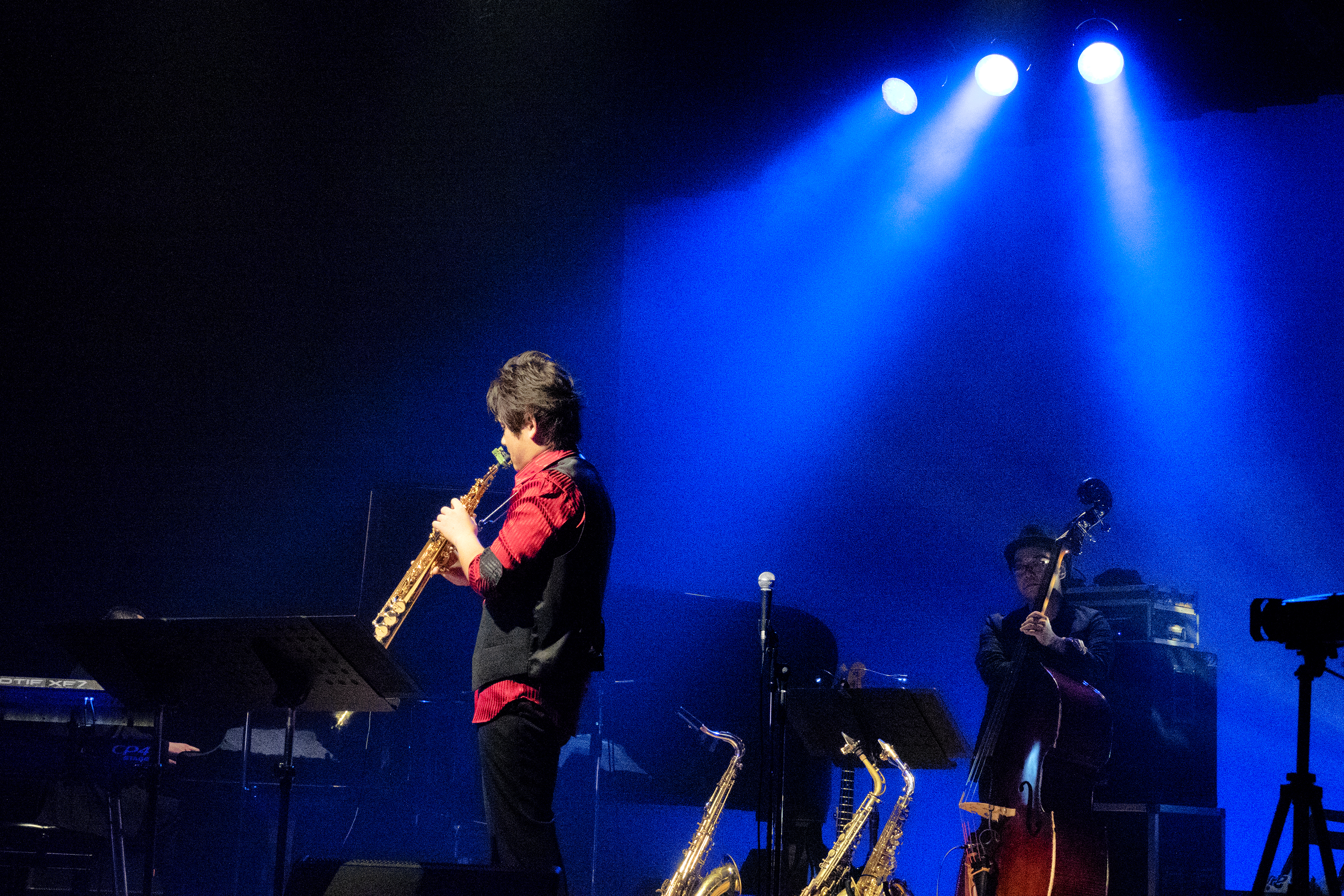
2018年7月22日仙台市戦災復興記念館 記念ホールにて

熊谷 駿（くまがい しゅん、1991年12月3日 - ）は、日本のミュージシャン、作曲家。宮城県仙台市出身。
ジャズのサックスプレーヤーである。Music Office Bop Windに所属。

## 経歴
小学校でブラスバンドに入ったことをきっかけに音楽を始める。
仙台高専名取キャンパス 電気工学科卒業後、神戸に所在する甲陽音楽学院に入学する。在学中より演奏活動を開始する。
2014年にアメリカ・バークリー音楽大学の入学オーディションにおいて2つの給付型奨学金を獲得し、同年9月より入学。在学中より、ボストン・レッドソックスのオーナー、ジョン・ヘンリーの私邸に招かれて演奏をするなど、積極的にアメリカにて演奏活動を開始する。
2016年にアメリカ・バークリー音楽大学を卒業し音楽学士を取得。
2017年にアメリカ・ニューイングランド音楽院の入学オーディションにおいて給付型の奨学金を獲得し、修士課程に入学。在学中より、ビバップの研究を始め、クラシック・ジャズの両面から研究をしている。
同年より、地元仙台市にて年2回、行政・テレビ局・新聞社が後援となってジャズコンサートを開催しており、これまでの全公演前売完売にて公演を行っている。また演奏活動以外にもサックスのリガチャーにおける特許を3件取得しており、サックス製品のプロデュースにも力を入れている。
2019年5月にアメリカ・ニューイングランド音楽院　Master Program(修士課程）　Jazz Studies科　ジャズサクソフォーン専攻を修了。音楽修士（Master of Music）を取得。

## ディスコグラフィ
2018年  BEBOP EXPRESS & BOP CASTLE 2017
- 熊谷駿（サックス）、祖田修（ピアノ）、藤村竜也（ベース）、渕雅隆（ドラム）、垣本拓海（ピアノ）

2019年  BEBOP EXPRESS & BOP CASTLE vol.2 2018
- 熊谷駿（サックス）、祖田修（ピアノ）、藤村竜也（ベース）、渕雅隆（ドラム）、垣本拓海（ピアノ）、宮地遼（ベース）、NATSUMI(ドラム）

2019年 New Stage New Hourney(自身初のオリジナル楽曲によるアルバム）
- 熊谷駿（サックス）、祖田修（ピアノ）、藤村竜也（ベース）、渕雅隆（ドラム）

2020年  BEBOP EXPRESS & BOP CASTLE vol.3 2019
- 熊谷駿（サックス）、祖田修（ピアノ）、藤村竜也（ベース）、渕雅隆（ドラム）、垣本拓海（ピアノ）、宮地遼（ベース）、NATSUMI(ドラム）

2020年 J-BOP ONLINE EXPRESSION CD&DVD(自身初のオンラインコンサートによるライブDVD＆CD）
- 熊谷駿（サックス）、祖田修（ピアノ）、藤村竜也（ベース）、渕雅隆（ドラム）

2020年　チャーリー・パーカー生誕100周年記念アルバム Bird History in2020
- 熊谷駿（サックス）、祖田修（ピアノ）、藤村竜也（ベース）、渕雅隆（ドラム）

## 賞歴
- 2015年 Berklee World Scholarship、TOMODACHI Suntory Music Scholarshipを獲得。
- 2017年 バークリー音楽大学　Degree Program Perofrmance科 Saxophone専攻　卒業
- 2018年 ニューイングランド音楽院より Dean's Scholarship を獲得。
- 2019年 ニューイングランド音楽院 Master Program Jazz Studies 科 Saxophone専攻　修了

## イベント出演
- 2018年 定禅寺ストリートジャズフェスティバル　三井不動産グループタイアップステージ　【東北の若者へのエール】
- 2018年 定禅寺ストリートジャズフェスティバル　Saturday Night Jam
- 2018年 三井アウトレットパーク仙台港　Sendai Port Surprise! １０周年のフィナーレに、心踊るサプライズを！

## TV出演
- 2017年 東日本放送「スーパーJチャンネル みやぎ」
- 2018年 東日本放送「スーパーJチャンネル みやぎ」

## 新聞掲載
- 2017年 河北新報社　夕刊　特集アートと私〜感情を伝える 熱い音を〜[6]
- 2018年 河北新報社　朝刊　＜仙台圏域これくしょん＞（１）ビンテージサックス／ざらついた渋い音　魅力[5]

## 関連リンク
- 熊谷 駿　オフィシャルサイト
- TOMODACHI世代：熊谷　駿 氏
- キョードー東北：熊谷 駿
- Music Office Bop Wind